# Open Source Initiative

Logoul OSI

Open Source Initiative (OSI) este o organizație dedicată promovării software-ului cu sursă deschisă.
Organizația a fost fondată în 1998 de Bruce Perens și Eric S. Raymond, din cauza publicării de către Netscape Communications Corporation a codului sursă pentru produsul lor reprezentativ, Netscape Communicator. Apoi, în august 1998, organizației i-a fost adăugat un Consiliu Director.